# The Glowing Man
The Glowing Man è il quattordicesimo album in studio del gruppo rock sperimentale statunitense Swans, pubblicato nel 2016.

## Tracce

### Disco 1
1. Cloud of Forgetting – 12:43
2. Cloud of Unknowing – 25:12
3. The World Looks Red / The World Looks Black – 14:27
4. People Like Us – 4:32

### Disco 2
1. Frankie M. – 20:58
2. When Will I Return? – 5:26
3. The Glowing Man – 28:50
4. Finally, Peace. – 6:15

## Formazione

### Swans
- Michael Gira – voce, chitarra elettrica, chitarra acustica
- Christoph Hahn – lap steel guitar, chitarra elettrica, chitarra acustica, voce
- Thor Harris – percussioni, dulcimer
- Christopher Pravdica – basso, voce
- Phil Puleo – batteria, dulcimer, voce
- Norman Westberg – chitarra elettrica, voce
- Bill Rieflin – batteria, piano, synth, mellotron, basso, chitarra elettrica, voce

### Musicisti addizionali
- Jennifer Gira – voce in When Will I Return?
- Okkyung Lee – violoncello in Cloud of Unknowing